# Edda Baumann-von Broen
Edda Baumann-von Broen (* 1964 in Celle) ist eine deutsche Filmproduzentin, Filmregisseurin und Autorin.

## Biografie
Edda Baumann-von Broen studierte Germanistik und Amerikanistik in Berlin und wechselte 1987 als DAAD-Stipendiatin an die New York University. Anschließend schrieb sie für verschiedene Musikzeitschriften und arbeitete als Regisseurin und Produzentin für deutsche und internationale Sender. 1992 übernahm sie die Leitung der Filmproduktion avanti media in New York City. Dort entwickelte sie mit Florian Lahnstein auch ihr erstes Sendeformat, Avanti – das Kulturmagazin für VOX (1993–1995).
1995 kehrte Baumann-von Broen nach Berlin zurück und gründete zusammen mit Cordula Kablitz-Post die Film- und Fernsehproduktion avanti media OHG. Die Firma produzierte für ARD, ZDF und ARTE unter anderem die Dokumentationsreihen Mein Leben, Maestro, Gesichter Europas und Deutschland, deine Künstler. Baumann-von Broen entwickelte 2002 mit Martin Pieper Durch die Nacht mit …, ein dokumentarisches Format für ARTE, das sie noch immer produziert. Das Format wurde mit dem Adolf-Grimme-Preis ausgezeichnet. Für Durch die Nacht mit Joseph Stiglitz und Bruce Greenwald erhielt Baumann-von Broen den Wirtschaftsfilmpreis Prix Victoria als Regisseurin, für Durch die Nacht mit Marina Abramovic und Ismael Ivo erhielt sie zusammen mit Hanna Leissner den Gran Premio Asolo 2004 für den besten Film im Wettbewerb.
2006 produzierte Baumann-von Broen den Dokumentarfilm Moebius Redux von Hasko Baumann über den französischen Autor und Comiczeichner Jean Giraud, der Ehrungen in den Kategorien Best Documentary und Judges’ Choice Award auf der Comic-Con San Diego erhielt. 2008 produzierte sie den Dokumentarfilm Monsterland, bei dem Jörg Buttgereit Regie führte und der auf dem Calgary Underground Film Festival, Comic Con San Diego, Fantasporto Portugal, London International Sci-Fi Film Festival und dem Camera Japan Festival lief. 2012 produzierte sie den Film Tall Girls über die gesellschaftlichen Herausforderungen für Mädchen und Frauen mit einer Körpergröße ab 1,80 m, bei dem sie auch Regie führte. Tall Girls lief im Wettbewerb des Warsaw Int. Film Festival und auf dem Int. Documentary Festival Seoul, Int. Documentary Festival Mexico City, Hot Springs Documentary Film Festival u. a.
Um ihren Fokus auf internationale Dokumentarfilme über kulturelle Themen mit sozialer Relevanz zu verstärken, gründete sie 2013 die avanti media + GmbH. 2014 produzierte sie den Dokumentarfilm Das Donald Duck Prinzip, der die Angst vorm Scheitern durch den bekanntesten Unglückserpel erzählt. 2016 produzierte sie für ARTE die Reihe Kuba – Auf zu neuen Ufern, die den Wandel und die Aufbruchsstimmung im Land dokumentiert, 2018 den Dokumentarfilm Real Men, der den Mythos des männlichen Leinwandhelden und seinen Einfluss auf die Gesellschaft untersucht.
Edda Baumann-von Broen lebt in Berlin.

## Filmografie (Auswahl)
- 1990: Ellis Island (Regie), 30 Min., PREMIERE.
- 1991: The Making of Manhattan (Regie), 56 Min., PREMIERE.
- 1996: Stimmen im Dunkeln (Regie), 27 Min., Deutsche Welle-TV.
- 1999: Das bezaubernde Ahn-Trio (Regie), 45 Min., ARTE
- 2002: Die 12 Cellisten (Regie), 43 Min., ARTE
- 2003: Durch die Nacht mit Michel Friedman und Christoph Schlingensief (Regie), 64 Min., ARTE
- 2006: Moebius Redux – A Life In Pictures (als Produzentin, Regie: Hasko Baumann), 70 Min, ZDF/ARTE, AVRO, Bravo!, TV Ontario, Canal D, YLE teema
- 2008: Monsterland (als Produzentin, Regie: Jörg Buttgereit), 71 Min., ZDF/ARTE, YLE teema
- 2008: Die Wohlgesinnten (Regie mit Oliver Hirschbiegel, Hilka Sinnig), 90 Min.
- 2011: Tall Girls (Regie, Drehbuch, Produktion), 79 Min., ZDF/ARTE, MEDIA, DFFF, Salzgeber
- 2015: Das Donald Duck Prinzip, (Regie mit Hasko Baumann), 90 Min., ZDF/ARTE
- 2018: Durch die Nacht mit Lars Eidinger und Oskar Roehler (Regie), 52 Min., ZDF/ARTE
- 2018: Real Men (als Produzentin, Regie: Hasko Baumann), 90 Min., ZDF/ARTE
- 2019: Durch die Nacht mit Pamela Anderson und Srecko Horvat, 52 Min., ARTE